# Cecco della botte

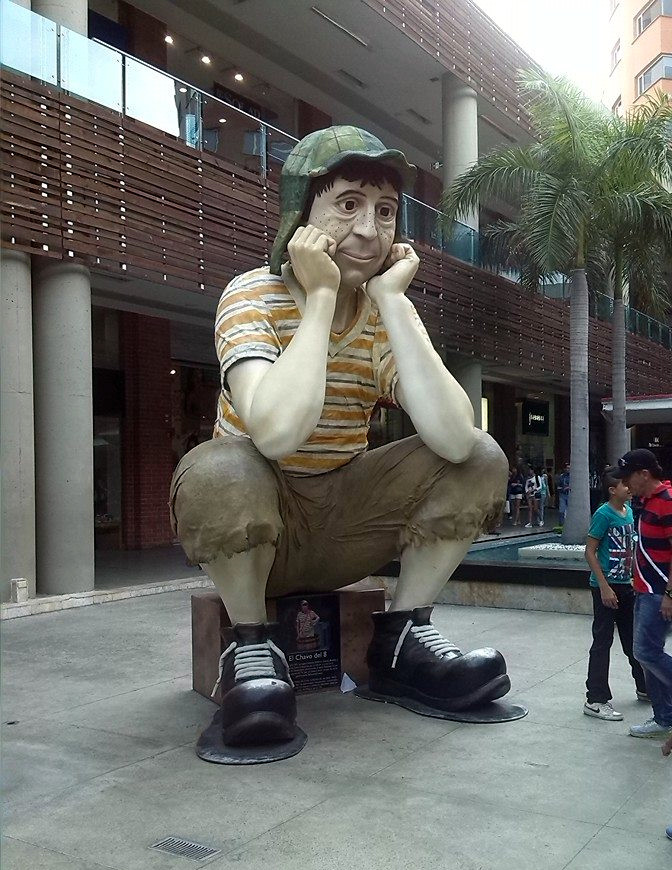
Una statua di Cecco a Cali, Colombia

Cecco della botte (El Chavo del Ocho o semplicemente El Chavo) è una serie televisiva messicana prodotta da Televisión Independiente de México e Televisa. È stata trasmessa in Italia inizialmente da Antennatre nei primi anni ottanta come Cecco della botte, e successivamente da Rete A a fine anni ottanta con il titolo Un'autentica peste.

## Descrizione
Famosa serie comica messicana, trasmessa in tutta l'America Latina, Brasile e Italia e molte altre nazioni. Per i latinoamericani El Chavo del Ocho è un programma storico. La serie doveva chiudersi con il protagonista che moriva investito da un veicolo cercando di salvare un ragazzino altrettanto povero e frustrato come lui, ma le figlie di Gómez Bolaños lo convinsero a desistere di tale finale, poiché rischiava di dare un'influenza negativa sui bambini appassionati della serie deprimendoli e spingendoli al suicidio.

## Trama
Le storie delle puntate sono incentrate sulle avventure e sulle tribolazioni del personaggio titolare, un orfano povero soprannominato "Cecco", e degli altri abitanti di un vicinato messicano a basso reddito. I personaggi dei bambini sono anch'essi interpretati da attori tra i 30 e i 50 anni.
La serie esplora, in maniera comica, i problemi che molti bambini poveri affrontano quotidianamente, come la fame, la tristezza, la solitudine e la mancanza di supervisione e attenzione da parte degli adulti. In un episodio, ad esempio, Cecco sta seduto sulle scale del vicinato di notte, sognando tutti i giocattoli che desidera poter avere, per poi risvegliarsi nella realtà sospirando malinconicamente, quindi estraendo un balero (l'unico giocattolo che avesse mai avuto su base regolare) costruito con un bastoncino, una lattina e un pezzo di spago. Alcuni episodi hanno anche finali educativi, insegnando, ad esempio, che è bello pulirsi e non giudicare dalle apparenze.

## I personaggi e interpreti
- Cecco (Chavo): È un orfano di otto anni, generalmente di carattere entusiasta, creativo e ben intenzionato, anche se tende di essere molto ingenuo e impacciato, spesso colpendo accidentalmente altri personaggi e dicendo «L'ho fatto apposta ma senza volere», ed è ghiotto di panini al prosciutto. Il nome originale, "Chavo", è una parola messicana che serve a indicare un bambino, in quanto non viene mai rivelato il suo vero nome. Nonostante risieda in un barile, Cecco afferma di essere vissuto con una signora anziana all'Appartamento 8, finché non è morta quando aveva quattro anni, da allora sta spesso nella sua botte, che egli considera un nascondiglio segreto. Il personaggio è stato interpretato da Roberto Gómez Bolaños (Chespirito).
- Cirillina (Chilindrina): È la migliore amica di Cecco, verso cui ha una cotta. Cirillina è una ragazzina precoce e dispettosa, che spesso si diverte a prendersi gioco degli altri bambini meno intelligenti per impossessarsi dei loro giochi o merende. Ha le lentiggini, indossa degli occhiali, possiede un dente anteriore mancante e tiene i capelli sistemati in due code che sono sempre irregolari, una significativamente più alta dell'altra, proprio come le sue calze. "Chilindrina" è il nome di un tipico pane dolce messicano con gocce di cioccolato, che ricordano le lentiggini del personaggio. Cirillina è stata interpretata da María Antonieta de las Nieves.
- Chicco (Quico): È un bambino di nove anni viziato, figlio della padrona di casa Giulietta e orfano di padre, che stando alle sue parole era un prestigioso capitano morto in mare, per questo Chicco è caratterizzato da un vestitino marinaresco. Quest'ultimo ha un carattere arrogante, cocciuto, opportunista ed egocentrico, con la fissa di essere sempre al centro dell'attenzione e dimostrarsi superiore agli altri; per esempio, se Cecco ha un giocattolo o un gingillo di qualche tipo, Chicco corre da sua madre per farsi dare la stessa cosa, ma più grande. Ciò nonostante, egli gioca con gli altri bambini ed è affezionato a Cecco, dimostrato dal fatto che si rattristi in una puntata dove quest'ultimo annuncia al vicinato di andarsene a vivere altrove. Quando il personaggio lascia la serie nel 1979 (a causa dei conflitti nati tra Villagrán e Gómez Bolaños), Chicco afferma di trasferirsi dalla sua ricca madrina, stufo di vivere con la "gentaglia" del vicinato. Dopo la sua partenza dalla serie, nessun personaggio lo menziona più o sente la sua mancanza. Chicco è stato interpretato da Carlos Villagrán.
- Sor Romeo (Don Ramón): È il padre vedovo e disoccupato di Cirillina. La sua più grande aspirazione è vivere una vita semplice, ma nel vicinato ciò è quasi impossibile: egli è costantemente perseguitato per l'affitto che ha trascurato di pagare da quattordici mesi (una cifra che sembra essere statica poiché il signor Baciccia gli dà corda in diverse puntate). È anche molto sfortunato, in quanto finisce spesso a essere il capro espiatorio dei pasticci che combinano Cecco e i bambini, anche quando è assente; Giulietta lo castiga tipicamente con una forte sberla in faccia, che lo fa girare in un cerchio. Anche se piuttosto teso e irascibile, Sor Romeo riesce a mantenere un atteggiamento piuttosto ottimista e (a malapena) a guadagnarsi da vivere facendo lavori strani. I suoi guai simpatetici e i suoi modi di fare caratterizzati lo hanno reso uno dei personaggi più amati della serie. Sor Romeo è stato interpretato da Ramón Valdez.
- Giulietta (Doña Florinda): È la madre casalinga vedova di Chicco, un tempo la ricca sposa di suo padre (un capitano navale) prima della sua morte che l'ha costretta a trasferirsi nei sobborghi e lavorare per provvedere a suo figlio, verso cui è iperprotettiva ed è sempre pronta a picchiare Sor Romeo ogni qualvolta succede qualcosa a Chicco (anche quando l'uomo non ha nulla a che fare con la situazione). Non appena il figlio lascia la serie, Giulietta schiaffeggia Sor Romeo molto di meno, di solito quando egli ride di una battuta di Cecco alle spese della donna. Similmente a Chicco, Giulietta si ritiene superiore agli altri abitanti del vicinato, tendendo a dare ordini alle persone o a impostare regole, e ha una cotta per il Professor Cacciapalle. Il personaggio è stato interpretato da Florinda Meza.
- Prof. Cacciapalle (Prof. Jirafales): È un maestro scolastico altamente istruito ma esageratamente ingenuo, il quale insegna pazientemente cose e concetti che i suoi studenti a malapena capiscono. Giulietta ha una cotta per lui, che egli non ricambia per via della sua natura ingenua. Anche se afferma di non amare la violenza, il Prof. Cacciapalle è più che disposto a menare Sor Romeo, in una puntata in cui cercano di insegnare il pugilato ai bambini, il Professore sconfigge l'uomo così ferocemente da inorridire pure Giulietta. Il personaggio è stato interpretato da Rubén Aguirre.
- Signor Baciccia (Señor Barriga): È il padrone di casa del vicinato in cui si svolge la serie. Egli viene personalmente a raccogliere i soldi per l'affitto, venendo spesso evitato e (accidentalmente) preso a calci, battuto o colpito da un oggetto tirato da Cecco. Anche se è vittima dei vari scherzi di quest'ultimo o viene preso in giro da lui, Baciccia si preoccupa molto per il suo benessere, offrendo persino di portarlo ad Acapulco per vivere al posto di suo figlio Gnocco (Ñoño), che sta a un campeggio. In una puntata viene costretto a cacciare Sor Romeo per l'affitto non pagato, ma mentre lo aiutano ad imballare le sue cose, Cecco e Chicco scoprono un album con foto che ritraggono l'uomo da giovane lottatore di pugilato. Baciccia si commuove e afferma che in quell'epoca egli stava per finire in prigione finché non ha ricevuto i soldi che gli servivano scommettendo in un match che Sor Romeo vinse. In seguito però si confida col Prof. Cacciapalle che non ha mai seguito il pugilato e si era inventato tutta quella storia come scusa per mantenere Sor Romeo affinché Cirillina possa ancora vivere sotto un tetto. Il personaggio è stato interpretato da Edgar Vivar.
- Sig.na Bella Venere, La Strega dell'interno 71 (Doña Clotilde, La Bruja del 71): È una vecchia donna nubile che vive al 71º appartamento ed è perdutamente innamorata di Sor Romeo. Per via del suo aspetto e modi di fare eccentrici, i bambini la chiamano "strega", anche se Cecco non crede sia una megera vera esprimendo il parere che se lo fosse, userebbe i suoi poteri magici per trasformarsi in una donna bella. Essendo affezionata a Sor Romeo nonostante egli non ricambi, la Strega dell'interno 71 gli fa dei piaceri o presta aiuto ogni volta che si presenta un'occasione per farlo. Il personaggio è stato interpretato da Angelines Fernández.

### Doppiaggio e personaggi
- Mino Caprio: Cecco (Chavo)
- Monica Ward: Cirillina (Chilindrina)
- Giorgio Lopez: Chicco (Quico)
- Piero Tiberi: Sor Romeo (Don Ramón)
- Adriana Vianello: Giulietta (Doña Florinda)
- Michele Kalamera: Prof. Cacciaballe (Prof. Jirafales)
- Francesco Vairano: La Strega dell'interno 71 (La Bruja del 71)
- Angelo Nicotra: Signor Baciccia (Señor Barriga)
- Antonella Rendina: Poppi (Popis)
- Eleonora De Angelis: Malizia